# M-601
La M-601 es una carretera autonómica de la Red Principal de la Comunidad de Madrid (España) que une Collado Villalba, en el noroeste de la Comunidad de Madrid con el límite con la provincia de Segovia, situado en el puerto de Navacerrada.

## Características
La M-601, que tiene una longitud de 20,050 km, comienza en la salida 39 de la autovía A-6, en el casco urbano de Collado Villalba. Continúa hacia el norte pasando junto a Alpedrete, Collado Mediano y Navacerrada. En este último municipio la carretera comienza a ascender por la ladera sureste del valle de Navalmedio hasta alcanzar la cota de 1858 metros del puerto de Navacerrada (20,5 km desde Collado Villalba). En este puerto de montaña, límite con la provincia de Segovia y la comunidad de Castilla y León la vía finaliza enlazando con la carretera equivalente CL-601.

## Tráfico
El tráfico promedio de la M-601 registrado en 2011 se detalla en la tabla adjunta, con las cifras de vehículos diarios:
| KM     | Intensidad media diaria | % Vehículos pesados | Ubicación del P.K. de medición                   |
| ------ | ----------------------- | ------------------- | ------------------------------------------------ |
| 4,160  | 15.805                  | 5,33                | Entre Villalba y la intersección con M-863       |
| 8,400  | 7.032                   | 4,65                | Entre la intersección con M-623 y Navacerrada    |
| 14,240 | 4.572                   | 3,08                | Entre la intersección con M-607 y El Ventorrillo |